# 29 Pułk Artylerii Lekkiej

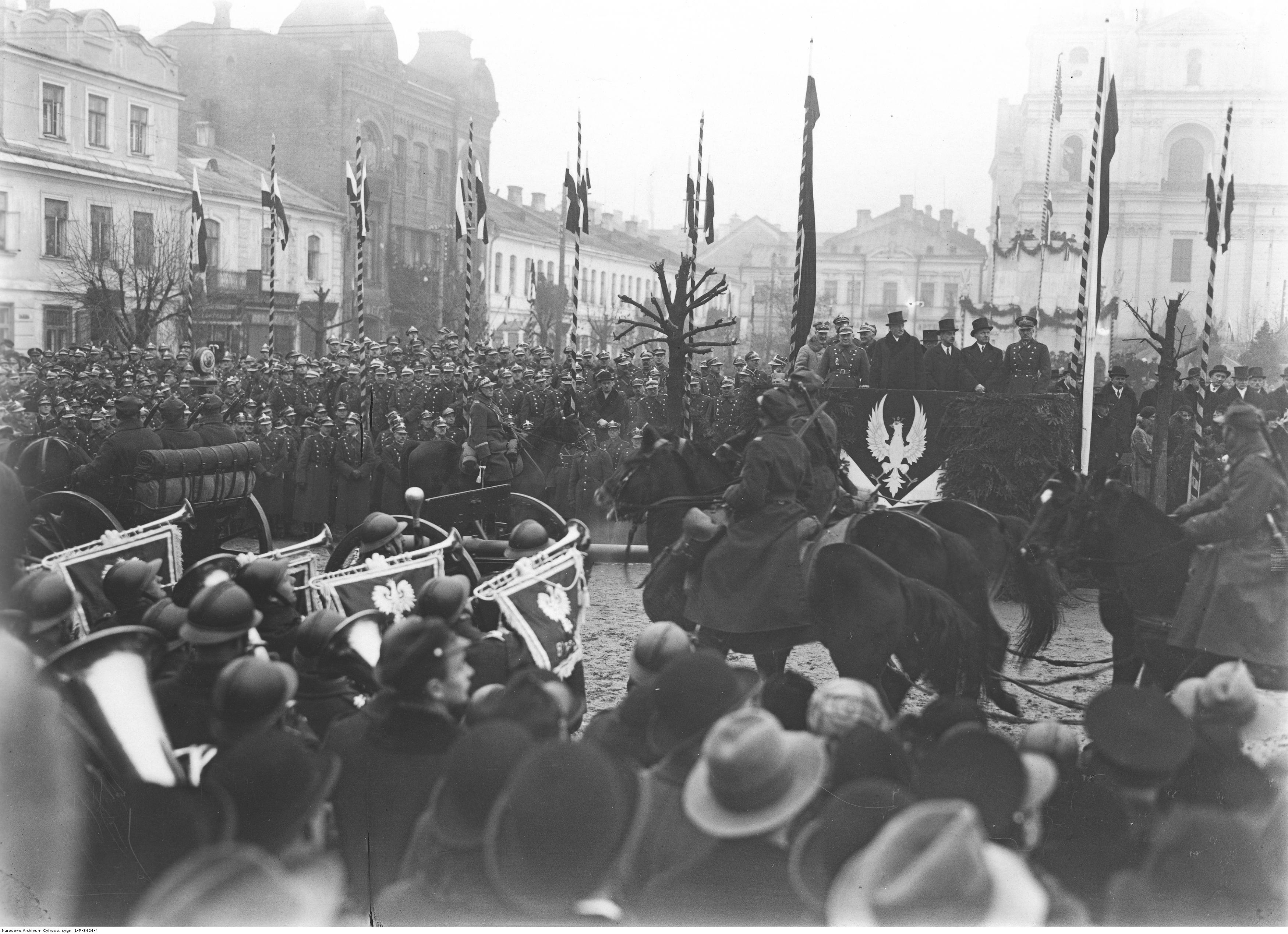
Obchody 400 rocznicy urodzin króla Stefana Batorego w Grodnie – defiluje 29 pal. Na trybunie honorowej prezydent RP Ignacy Mościcki; listopad 1933.

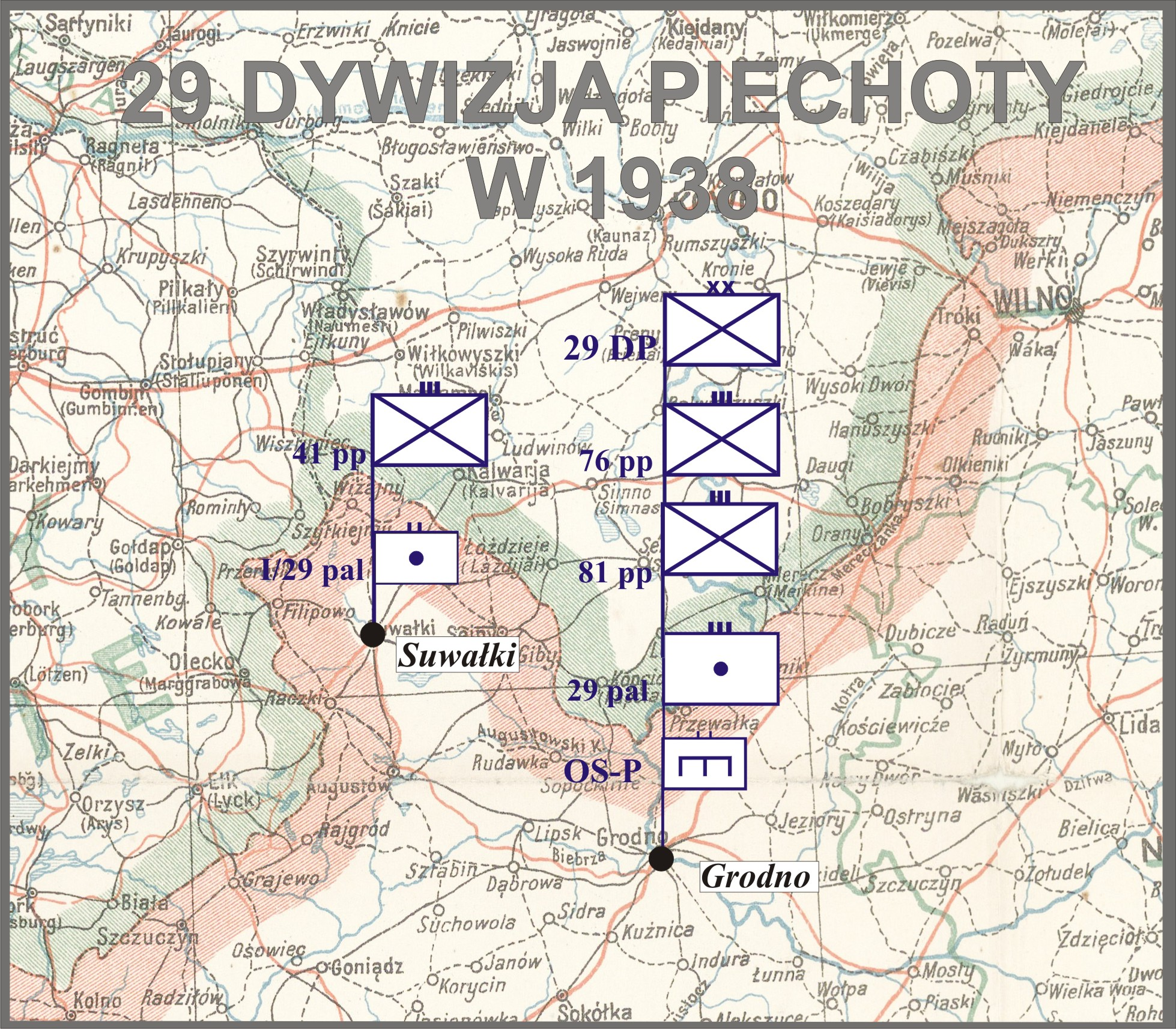
29 DP w 1938

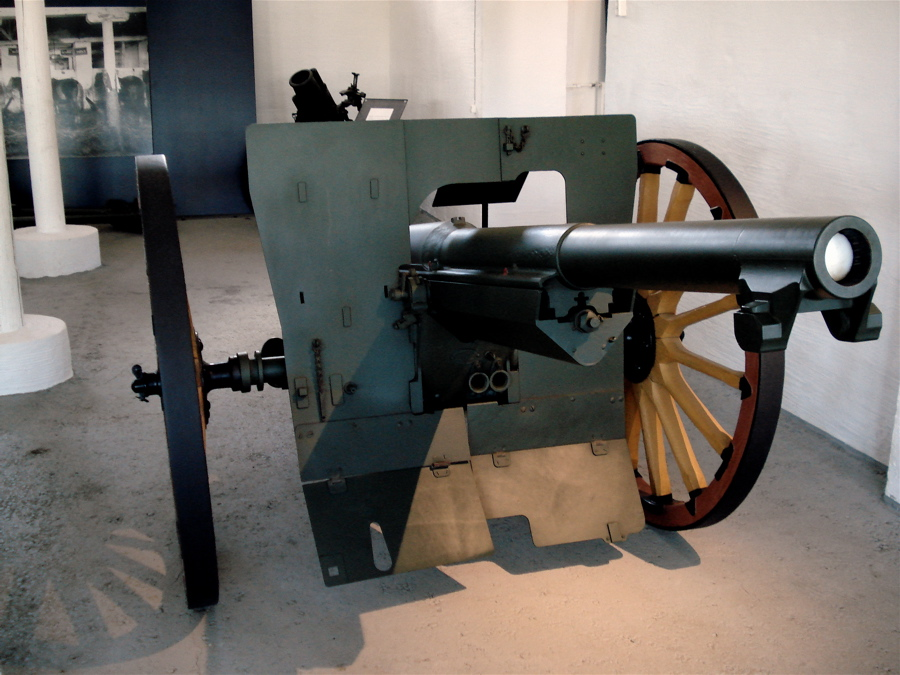
Armata 75 mm wz. 1897

29 pułk artylerii lekkiej (29 pal) – oddział artylerii lekkiej Wojska Polskiego II Rzeczypospolitej.
Rozkazem z 7 sierpnia 1920 ministra spraw wojskowych, kpt. Wacław Szalewicz otrzymał zlecenie organizacji na bazie baterii zapasowej 16 pułku artylerii polowej w Grudziądzu I dywizjonu 216 pułku artylerii polowej Ochotników Kresowych.

Na bazie II dywizjonu 1 Litewsko–Białoruskiego pułku artylerii polowej i I dywizjonu 216 pułku artylerii polowej został sformowany 2 pułk artylerii polowej Wojska Litwy Środkowej.
We wrześniu 1921 roku 2 pułk artylerii polowej został przemianowany na 29 Litewsko–Białoruski pułk artylerii polowej.
31 grudnia 1931 roku minister spraw wojskowych, marszałek Polski Józef Piłsudski przemianował oddział na 29 pułk artylerii lekkiej. Do 1939 roku pułk stacjonował w garnizonie Grodno (I dywizjon w Suwałkach). W kampanii wrześniowej walczył w składzie macierzystej 29 Dywizji Piechoty. Dwie baterie walczyły w obronie Warszawy.

## Walki dywizjonów o granice

### Formowanie i walki II/1 pap 2 Dywizji Litewsko-Białoruskiej
II dywizjon 1 pułku artylerii polowej 2 Dywizji Litewsko–Białoruskiej został powołany rozkazem Generalnego Inspektora Artylerii z 1 lipca 1919 roku. Na stanowisko dowódcy wyznaczono mjr. Koczewskiego. Miejscem formowania był Wołkowysk. W krótkim czasie utworzono 4 baterię pod dowództwem ppor. Czesława Sopoćko i 5 baterię por. Adama Epsztejna. Na początku października dywizjon otrzymał pierwsze działa i wozy taborowe. W połowie października przedyslokowano oddział do Lidy. Tu przydzielono dywizjonowi jeden samochód ciężarowy i parę mułów. W listopadzie dowództwo II dyonu objął mjr Jerzy Kołczak. Pod koniec roku zorganizowano 6 baterię. Na początku stycznia 1920 roku 4 baterii przydzielono 37 koni i skierowano w rejon stacji kolejowej Jewje na polsko–litewską linię demarkacyjną. Na początku marca II dyon w całości został skierowany do Wilna. Otrzymano tu uzupełnienie w ludziach i koniach. Wkrótce jednak część ludzi i niemal wszystkie konie przekazano innym oddziałom 1 pułku artylerii polowej.
4 lipca 1920 roku dywizjon otrzymał uzupełnienie w koniach. Dowództwo objął kpt. Franciszek Sarnek. 9 lipca II dyon wszedł w skład Grupy gen. Aleksandra Boruszczaka, której zadaniem była obrona Wilna. 11 lipca rozpoczął walkę I pluton 5 baterii por. Adwenta. Działając w składzie grupy jazdy mjr. Dąbrowskiego około godz. 14:00 na północ od Nowosiółek doszło do 1,5 godzinnego boju osamotnionej baterii z piechotą bolszewicką. Artylerzystów uratował ogień polskiego pociągu pancernego. Umożliwiło to odskok obu działonów. 12 lipca 4 bateria kpt. Władysława Sontaga uczestniczyła w boju nad Wilją w rejonie Bystrzycy. Wspierała piechotę i uniemożliwiła bolszewikom sforsowanie rzeki. Wobec groźby okrążenia bateria wycofała się do Nowowilejki. Pozostałość 5 baterii osłaniała Wilno w rejonie Pohulanki i Mejszagoły, a dowództwo dywizjonu i 6 bateria znajdowały się w dyspozycji gen. Boruszczaka. 14 lipca 4 bateria i pluton 5 baterii uczestniczyły w walkach o Wilno. Przewaga bolszewików oraz brak odwodów zmusiły oddziały polskie do opuszczenia miasta. Artyleria wycofała się przez Landwarów do Olkiennik, skąd eszelonem została przewieziona do Oran, dołączając tu do reszty II dyonu. 17 lipca dywizjon rozpoczął odwrót. 22 lipca dotarł do Wasilkowa. Tu, wobec całkowitego zużycia będących na wyposażeniu armat rosyjskich wz. 02, baterie 4. i 6. zostały załadowane do eszelonu i przewiezione do Modlina. Tu przezbrojono je w rosyjskie 48 liniowe haubice.
W tym czasie 5 bateria walczyła pod Grodnem i Kuźnicą. Podczas odwrotu na Sokółkę bateria ogniem na wprost odrzuciła nieprzyjaciela atakującego maszerującą kolumnę V Brygady Artylerii, a 2 sierpnia, pod Zaszkowem, wspierała ogniem II Brygadę Litewsko–Białoruską. Przez kolejne dni bateria udaremniała wszelkie próby bolszewików przekroczenia Nurca. Od 12 do 16 sierpnia 5 bateria wspierała własną piechotę kierunku radzymińskim. W tym samym czasie 4. i 6. baterie toczyły walki pod Modlinem. 18 sierpnia cały II dywizjon transportem kolejowym skierowany został do Platerowa. Stąd, bez styczności z nieprzyjacielem, maszerował przez Siemiatycze do Bielska i dalej nad Wisłocz. 6 września dotarł do Nowej Woli. 8 września 5 bateria wspierała pod Skroblanami i Józefowem ogniem na wprost wypad na tyły wroga strzelców konnych 1 DLit.-Biał..
Wkrótce cały dywizjon został skierowany do rejonu Augustowa. Dalej przez Sejny, Giby i Druskienniki doszedł do Niemna. Tu rozdzielono dywizjon. 4 baterię przydzielono do II Brygady Lit.–Biał. i działała w kierunku Jeziory, a II dyon maszerował z I Brygadą Lit.–Biał. na Wasiliszki.
W nocy z 25 na 26 września 4 bateria walczyła z 63 Brygadą Strzelców pod Nową Rudą, a reszta dywizjonu w ciągłych walkach przebijała się z Porzecza do Wasiliszek i 27 września doszła do m. Lebioda. Na początku października dywizjon przemaszerował do Ejszyszek.

### Formowanie i walki I/216 pułku artylerii polowej
7 sierpnia 1920 roku Ministerstwo Spraw Wojskowych nakazało sformowanie I dywizjonu 216 pułku artylerii polowej Ochotników Kresowych. Dywizjon rozwijał się w Grudziądzu na bazie baterii zapasowej 16 pułku artylerii polowej. Na dowódcę dywizjonu wyznaczono kpt. Wacława Szalewicza. Dowództwo 1 baterii objął por. Stanisław Nowicki, dowódcą 2 ba został ppor. Henryk Tokarczyk, a 3. – por. Jan Fonberg.
Już pierwszego dnia zgłosili się do cytadeli grudziądzkiej pierwsi ochotnicy. Nowo powstały dywizjon dysponował zaledwie 10 karabinami; nie posiadał dział. W końcu sierpnia dywizjon otrzymał 12 jaszczy, broń ręczną i maszynową. Na początku września dywizjon osiągnął gotowość marszową. 8 września wyruszył koleją do Białegostoku. Tu otrzymał 12 rosyjskich dział oraz konie. 29 września osiągnięto gotowość bojową i natychmiast wyruszono do Grodna i dalej do Ejszyszek. Z powodu złego stanu koni pozostawiono w Grodnie 2 baterię. W Ejszyszkach dołączono do II/1 pap Lit.–Biał. Wtedy też oba oddziały tworzące później 29 pułk artylerii polowej spotkały się po raz pierwszy.

### Walki II/1 pułku artylerii polowej i I/216 pap o Wilno
8 października 1920 roku oddziały polskie dowodzone przez gen. Lucjana Żeligowskiego ruszyły w kierunku Wilna. 9 października nad Waką doszło do starć z oddziałami litewskimi. 1 bateria 1/216 pap por. Stanisława Nowickiego z odkrytych stanowisk w rejonie Słobódki zniszczyła litewskie karabiny maszynowe, a 3 bateria ppor. Tokarczyka ze stanowisk w rejonie wsi Wojdaty powstrzymała kontratak litewski.
W tym czasie II/l pap Lit.–Biał. wspierał piechotę podczas walk pod Jaszunami i Rudominem. W związku z utworzeniem Litwy Środkowej, 1/216 pap przemianowany został na 1/2 pap Wojsk Litwy Środkowej. Obie baterie tego dywizjonu uczestniczyły w walkach o Landwarów, Stare i Nowe Troki. 16 października w rejonie Starych Trok dywizjon odpierał z powodzeniem silne ataki litewskie.
18 października pod Wieliczkowem, 1 bateria samodzielnie zlikwidowała silny wypad kawalerii litewskiej. Była to już ostatnia walka, w której uczestniczył dywizjon. Wkrótce I dyon uzupełniony został przez przybyłą z Grodna 2. baterię. 19 grudnia czterobateryjny dywizjon obsadził czwartą linię obrony Wilna. 1 bateria zajęła stanowiska ogniowe w Jerozolimce, 2 bateria – w Fabjaniszkach, 3 bateria – w Bujwidziszkach, a 4 bateria – w Werkach.
W tym czasie II/1 pap Lit.–Biał. bronił Wilna przed Litwinami. 13 października walczył pod Bukiszkami; jego 5 bateria z odkrytych stanowisk obezwładniła litewskie karabiny maszynowe. Potem II dyon uczestniczył w boju o Mejszagołę, Muśniki i pod Gryciunami. Pod Gryciunami dywizjon doczekał rozejmu.

### Kawalerowie Virtuti Militari
| Żołnierze pułku odznaczeni Krzyżem Srebrnym Orderu Virtuti Militari | Żołnierze pułku odznaczeni Krzyżem Srebrnym Orderu Virtuti Militari | Żołnierze pułku odznaczeni Krzyżem Srebrnym Orderu Virtuti Militari |
| ------------------------------------------------------------------- | ------------------------------------------------------------------- | ------------------------------------------------------------------- |
| por. Józef Adwent                                                   | kan. Bolesław Borowski                                              | kpt. Zygmunt Jerzykiewicz                                           |
| ogn. Ludwik Bykowski                                                | bomb. Tadeusz Kiersnowski                                           | kan. Witold Łopott                                                  |
| plut. Kazimierz Malkiewicz                                          | por. Stanisław Nowicki                                              | ppor. Antoni Pawluć                                                 |
| ppor. Kazimierz I Radzikowski                                       | bomb. Kazimierz Rdułtowski                                          | bomb. Rutkowski Bronisław                                           |
| kpt. Wacław Szalewicz                                               |                                                                     |                                                                     |

Ponadto 109 żołnierzy pułku otrzymało Krzyż Zasługi Wojsk Litwy Środkowej.

## Pułk w okresie pokoju
W wyniku przeprowadzonej reorganizacji 2 pułku artylerii polowej Wojsk Litwy Środkowej, w lipcu 1921 roku utworzono trzy dywizjony artylerii po dwie baterie, a we wrześniu tego roku 2 pułk artylerii polowej został przemianowany na 29 Litewsko–Białoruski pułk artylerii polowej. Wtedy odeszła do macierzystego pułku, pełniąca funkcję baterii szkolnej, 2/4 pułku artylerii polowej.
Jesienią 1922 roku pułk przeszedł do nowych miejsc postoju. Dowództwo pułku, I i II dywizjon stanęły w Grodnie, a III dywizjon w Suwałkach. W 1923 roku I dyon zamienił się garnizonem z III dywizjonem. Po przesunięciach dowództwo pułku i II dyon zajęły koszary im. Dąbrowskiego w Grodnie, a III dyon na Foluszu. 9 października 1924 roku przy 29 pap została sformowana samodzielna bateria artylerii przeciwlotniczej nr 2. W kwietniu 1926 roku bateria przeformowana została w samodzielny dywizjon artylerii przeciwlotniczej nr 1. W tym okresie podporządkowane były także Pomocnicza Składnica Uzbrojenia nr 3 i 3 Oddział Służby Uzbrojenia. W 1931 roku dywizjon artylerii przeciwlotniczej usamodzielnił się. W związku z wprowadzeniem w życie „Planu mobilizacyjnego S”, w 1928 roku utworzono w I dyonie w Suwałkach 3 baterię. Dywizjon pełnił rolę oddziału osłonowego. Bateria rozwiązana została 1938 roku.
Warunki zakwaterowania pułku oceniane były jako niedostateczne. Brak kredytów uniemożliwiał dokonanie radykalnych remontów. Sytuacja nie poprawiła się do wybuchu wojny. W dziedzinie szkoleniowej od kwietnia 1932 roku III dyon dysponował ośrodkiem ćwiczeń o powierzchni 64,5 ha na Czachowszczyźnie. Mankamentem był brak w Grodnie krytej ujeżdżalni. W 1934 roku zapoczątkowano budowę strzelnicy przy II dyonie. Życie sportowe koncentrowało się w sekcjach WKS Grodno.
W latach dwudziestych wszystkie działa należały do kategorii „B” i były mocno zużyte. W latach 1926/27 brakowało do wyposażenia etatowego jednej armaty kal. 75 mm wz. 97, a 4 dalsze armaty i 2 haubice kalibru 100 mm wz. 14 znajdowały się w naprawach. W pułkowych magazynach mobilizacyjnych brakowało sprzętu artyleryjskiego przeznaczonego dla 29 pułku artylerii polowej. Brakowało też lornetek, busoli, furażu, 30 kbk i 54 pistoletów. W późniejszych latach pułk otrzymał nowe armaty wz. 97 i nowe haubice, już polskiej produkcji wz. 14/19P.
W latach trzydziestych pułk miał na etacie 4 pojazdy mechaniczne: motocykl CWS, łazik, samochód CWS i samochód ciężarowy Polski Fiat. W pułku prowadzono przymusowe nauczanie analfabetów. Ważnymi wydarzeniami w życiu pułku były święta państwowe i wojskowe. Podczas takich dni organizowane były uroczystości, defilady, gry i zabawy sportowe. Dzień święta pułkowego został wybrany symbolicznie. 7 sierpnia nawiązywał do dnia, w którym w 1920 roku do 216 ochotniczego kresowego pap, formowanego w cytadeli grudziądzkiej, przyszli pierwsi ochotnicy z kresów. Dzień ten, faktycznie obchodzony jako dzień święta pułkowego niemal od początku istnienia pułku, oficjalnie zatwierdzono dopiero Dziennikiem Rozkazów MSWojsk. nr 16 z 19 V 1927 poz. 174. Dość często obchodzono go w okresie szkoły ognia, na OC Pohulanka.
W drugiej połowie lat trzydziestych pułk należał do słabiej wyszkolonych oddziałów artylerii. Potwierdzały to inspekcje przeprowadzane przez Inspektora Armii gen. Norwid–Neugebauera. Wizytowany przez niego pułk podczas szkoły ognia w OC Pohulanka, w dniach 9–10 VIII 1937, został oceniony następująco:

...Brak danych do oceny wartości taktycznej pułku jako całości. W wyszkoleniu techniczno–ogniowym stwierdziłem podczas szkoły ognia niedokładne przygotowanie ognia (jak pobieżne jak i dokładne) oraz słabe opanowanie techniki jego wykonania. Kierownictwo strzelań nie stało na wysokości zadania. Wartość kadry: oficerowie – dostateczni, podoficerowie – zadawalający.

| Obsada personalna i struktura organizacyjna w marcu 1939 | Obsada personalna i struktura organizacyjna w marcu 1939 |
| -------------------------------------------------------- | -------------------------------------------------------- |
| dowódca pułku                                            | płk Włodzimierz Arwaniti                                 |
| I zastępca dowódcy                                       | ppłk Tadeusz Graff                                       |
| adiutant                                                 | kpt. adm. (art.) Józef Ejczun                            |
| lekarz medycyny                                          | por. dr Stanisław Wojciechowski                          |
| lekarz weterynarii                                       | kpt. Antoni Zarosiński                                   |
| młodszy lekarz weterynarii                               | ppor. rez. pdsc Ryszard Piotr Ganasiński                 |
| oficer zwiadowczy                                        | kpt. Stanisław Józef Potocki                             |
| II zastępca dowódcy (kwatermistrz)                       | mjr Stefan Świnarski                                     |
| oficer mobilizacyjny                                     | kpt. adm. (art.) Karol Wyrzykowski                       |
| zastępca oficera mobilizacyjnego                         | kpt. Jan Kulicki                                         |
| oficer administracyjno- materiałowy                      | kpt. Ksawery Smolski                                     |
| oficer gospodarczy                                       | por. int. Henryk Teodor Orbiński                         |
| oficer żywnościowy                                       | vacat                                                    |
| dowódca plutonu łączności                                | kpt. Piotr Dobroński                                     |
| oficer plutonu                                           | por. Jan Finke                                           |
| dowódca szkoły podoficerskiej                            | kpt. Jan Bolesław Polak                                  |
| zastępca dowódcy                                         | por. Mieczysław Kurstak                                  |
| dowódca plutonu                                          | por. Marian Weder                                        |
| dowódca plutonu                                          | ppor. Roman Zdzisław Władysław Kowalewski                |
| dowódca I dywizjonu                                      | ppłk Paweł Piotr Filipowicz                              |
| adiutant dywizjonu                                       | por. Kazimierz Tadeusz Pancerz                           |
| oficer zwiadowczy dywizjonu                              | kpt. adm. (art.) Czesław Sopoćko                         |
| pomocnik dowódcy dywizjonu ds. gospodarczych             | kpt. Zygmunt Szymyślik                                   |
| dowódca 1 baterii                                        | kpt. Stanisław III Michałowski                           |
| dowódca plutonu                                          | ppor. Piotr Jenczewski                                   |
| dowódca 2 baterii                                        | por. Stanisław Śnigier                                   |
| dowódca plutonu                                          | ppor. Stanisław Mazur                                    |
| dowódca 3 baterii                                        | p.o. ppor. Bolesław Władysław Pałucki                    |
| dowódca II dywizjonu                                     | mjr Jan II Matuszewski                                   |
| dowódca 5 baterii                                        | kpt. dypl. Rudolf Schreiber                              |
| dowódca plutonu                                          | ppor. Marian Jerzy Chudziński                            |
| dowódca 6 baterii                                        | por. Kazimierz Paszkowski                                |
| dowódca plutonu                                          | ppor. Julian Ryszard Sendek                              |
| dowódca III dywizjonu                                    | mjr Wandalin Konrad Staczyński                           |
| dowódca 7 baterii                                        | kpt. Zygmunt Jerzykiewicz                                |
| dowódca plutonu                                          | por. Henryk Korytkowski                                  |
| dowódca 8 baterii                                        | kpt. Władysław Szkuta                                    |
| dowódca plutonu                                          | ppor. Zdzisław Zakrzewski                                |
| na kursie                                                | por. Bohdan Eugeniusz Burbo                              |

## 29 pal w kampanii wrześniowej

### Mobilizacja
Zgodnie z planem mobilizacyjnym „W”, cały pułk rozwijał się w alarmie, przy czym I i II dywizjon miały zostać wyposażone w armaty kal. 75 mm wz. 97, III dyon w haubice kal. 100 mm wz. 14/19P. Ponadto pułk mobilizował dwie kolumny taborowe jednokonne o nr 319 i 320 w czasie do 52 i 60 godzin oraz jednokonny warsztat taborowy nr 317 w czasie 60 godzin.
W połowie sierpnia przystąpiono do formowano baterii alarmowej w dywizjonie stacjonującym w Suwałkach. Jej zadaniem miała być bezpośrednia osłona garnizonu suwalskiego przed niespodziewanym napadem od strony Prus Wschodnich. Jej wystawienie odbyło się kosztem pozostałych baterii I dyonu. Po ukończeniu mobilizacji 1 baterię skierowano do rejonu osłonowego, przy szosie Suwałki – Bakałarzewo.
Mobilizacja alarmowa dla pozostałych pododdziałów pułku rozpoczęła się 24 sierpnia o 6:00. W Suwałkach I dyon przyjmował rezerwistów tylko jedną dobę. 25 sierpnia mobilizacja została przeniesiona do okolicznych wsi. Po osiągnięciu gotowości marszowej I/29 pal z 41 pułkiem piechoty (bez baonu) wyruszył na pozycję przesłaniania w rejon Raczki – Szypliszki. Jego 2 bateria stanęła w rejonie Zielone Kamedulskie.
W tym samym czasie mobilizowały się pododdziały garnizonu grodzieńskiego. Wieczorem 25 sierpnia III dyon osiągnął gotowość marszową. Kolumna amunicyjna wyposażona została w 15 jaszczy austriackich. Braki wystąpiły w pistoletach, zaś hełmy typu francuskiego otrzymał tylko zwiad dywizjonowy. Nie otrzymano ani jednej radiostacji. 29 i 30 sierpnia prowadzono ćwiczenia zgrywające. Następnego dnia dywizjon wymaszerował na stację w Grodnie. W godzinach popołudniowych nastąpił odjazd. II dyon początkowo mobilizował się w koszarach w Grodnie i na Foluszu, a następnie mobilizacja została przeniesiona do okolicznych wsi. 4 bateria formowała się w m. Trycze, 5 bateria we wsi Adamowicze, a 6 bateria i kolumna amunicyjna we wsi Mickiewicze. Brakowało pistoletów. 28 sierpnia na Foluszu odbyła się przysięga całości II dywizjonu. 29 sierpnia dywizjon załadował się na eszelony i wyjechał w kierunku Warszawy. 30 sierpnia eszelony II dyonu dotarły do stacji kolejowej Radziwiłłów. Po wyładowaniu wyruszono do lasów na zachód od Rawy Mazowieckiej.
W ramach mobilizacji powszechnej w I rzucie w Grodnie zmobilizowano baterię marszową 29 pal. W II rzucie mobilizacji powszechnej w Prużanie 29 pal mobilizował Ośrodek Zapasowy Artylerii Lekkiej nr 3.
Od 1 września do 10 września używano kryptonimów radiowych. Dowódca pułku otrzymał kryptonim TOPOR, oficer zwiadowczy pułku WIDŁY, oficer łączności pułku WIEŻA, dowódca I dyonu OSZCZEP, 1 bateria GUMA, 2 bateria ROWER, 3 bateria ŁAWKA, dowódca II dyonu TASAK, 4 bateria LASKA, 5 bateria STUDNIA, 6 bateria WIOSŁO, dowódca III dyonu TALERZ, 7 bateria TRĄBA, 8 bateria IZBA, 9 bateria KLEJNOT.

### Działania bojowe

#### W bitwie pod Piotrkowem Trybunalskim
Zgodnie z planem, 1 września 1939 roku 41 pułk piechoty i I/29 pal znajdowały się na Suwalszczyźnie. III dywizjon, po wyładunku w Skierniewicach, maszerował do wsi Złota koło Głuchowa i tam zorganizował postój. 2 września otrzymano kolejne rozkazy do marszu. Dywizja maszerowała do rejonu nadleśnictwo Błogie – kol. Grabowa – Unewel. II dywizjon maszerował do rejonu przez Spałę. Do świtu następnego dnia osiągnięto nakazane rejony. Baterie zajęły stanowiska ogniowe z kierunkiem na Małe Końskie. 3 września w ciągu dnia stanowiska ogniowe II dywizjonu, a szczególnie 4. baterii, były kilkakrotnie atakowane przez niemieckie samoloty; rannych zostało 2 kanonierów. Nocą z 3 na 4 września nastąpił przemarsz pułku do rejonu Sulejów – Taraska, gdzie zatrzymano się na postój wraz z 76 pułkiem piechoty. W rejonie Sulejowa pierwsze straty poniósł III dywizjon. Rano w Skierniewicach został wyładowany I/29 pal (bez 2. i 3 baterii). Natychmiast ukryto się w okolicznych lasach. Wieczorem wraz z 41 pp (bez dwóch batalionów) podjęto marsz w kierunku miejsca postoju 29 Dywizji Piechoty.
5 września w lesie koło m. Taraska zbombardowane zostały tabory pułkowe. Około 18:00 dywizja otrzymała rozkaz natarcia w kierunku Bełchatowa z podstaw wyjściowych w rejonie Piotrkowa Trybunalskiego. Marsz w kierunku Prudki rozpoczął się około 20:00. Grupy rozbitków i duże ilości taborów powodowały, że kolumna marszowa od początku była mało uporządkowana i porwana. Dodatkowy chaos wprowadził dowódca armii, który osobiście kierował ruchem oddziałów przez most na Pilicy. Jednocześnie zarządzona została osłona Sulejowa. Rozkaz ten otrzymał między innymi I/29 pal (bez dwóch baterii). Po stwierdzeniu obecności Niemców w rejonie Piotrkowa Trybunalskiego, odwołano planowane natarcie w kierunku Bełchatowa, a dywizję skierowano do lasów w rejonie Koła. W czasie marszu kolumna II dywizjonu została zaatakowana przez niemiecką broń pancerną; od tej pory marsz odbywał się polnymi drogami.
Rozkazu o zmianie kierunku marszu nie otrzymał dowódca III dywizjonu. Dywizjon maszerował dalej za batalionem I/76 pp. W czasie marszu spotykano nocujące niemieckie oddziały pancerno–motorowe. Zniszczono sporo pojazdów pancernych i mechanicznych. Przed świtem 6 września osiągnięto most na rz. Luciąża, w rejonie kolonii Witów. Jako pierwsza przekroczyła go bateria 7/29 pal. Po niej rozpoczęła przeprawę dywizjonowa kolumna amunicyjna. Jednak już pod drugim jaszczem 7 baterii nawierzchnia mostu załamała się. Opóźniło to przeprawę pozostałych baterii. Około godz. 4:00 kolumna dotarła do szosy Piotrków Trybunalski – Częstochowa. Po dotarciu do Longinówki kolumnę zatrzymał ostrzał broni maszynowej. Maszerująca w szpicy 7 bateria zajęła stanowiska ogniowe przy szosie i otworzyła ogień. Ogień dywizjonu był niezwykle skuteczny i spowodował duże straty wśród stojących w rejonie na południe od Longinówki i przygotowujących się do dalszego marszu zaopatrzeniowych kolumn samochodowych niemieckiej 1 Dywizji Pancernej. Zniszczono wiele pojazdów mechanicznych, zapaliło się sporo cystern. Wkrótce Niemcy pojawili się z tyłu polskiego ugrupowania. Atak odparto. Dowodzący całością sił ppłk dypl. Stanisław Sienkiewicz przeświadczony był, iż lada chwila na polu walki zjawi się reszta dywizji. Nakazał kontynuowanie natarcia na Longinówkę. Wkrótce oddziały polskie znalazły się w okrążeniu i zaczęły ponosić coraz większe straty. Około 6:00 rozpoczął się atak niemieckich czołgów. Wszystkie haubice dywizjonu strzelały ogniem na wprost niszcząc wiele czołgów nieprzyjaciela. Nie udał się manewr zmiany stanowisk ogniowych. W niemieckim ogniu przodki nie mogły podjechać do stanowisk. W 8 baterii wycofały się 2 działony, ale i one ostrzelane bronią maszynową czołgów zamilkły. Osamotnionej 9 baterii udało się zniszczyć ogniem na wprost 5 czołgów niemieckich, a następnie zaprzodkować i zejść ze stanowisk. Pozostawiono wtedy jedną haubicę. Następne dwie haubice, wraz z plutonem kolumny amunicyjnej, zostały wkrótce zaskoczone ogniem i z powodu wybicia koni pozostały na pobojowisku. Tylko ostatniemu działonowi udało się wycofać, zająć stanowisko ogniowe koło nasypu kolejowego i otworzyć ogień do czołgów. Jednak niebawem cała obsługa poległa, kończąc walkę 9 baterii.
Pozostała część dywizjonu prowadziła walkę do chwili wybicia obsług lub ich rozjechania. Zginął między innymi dowódca III dywizjonu kpt. Zygmunt Szymyślik; część niedobitków dostała się do niemieckiej niewoli. O 7:00 walka dobiegła końca. Część żołnierzy dostała się do niewoli, część dołączyła do IV/19 pułku artylerii lekkiej mjr. Henryka Spaltensteina, dzieląc losy tej grupy. Jedynie 7 baterii, mimo straty 2 haubic, 24 poległych i 7 rannych, udało się wyrwać z kotła i dotrzeć do lasów spalskich. Operowała w tym rejonie przez 2 tygodnie, po czym jej dowódca kpt. Zygmunt Jerzykiewicz, po zakopaniu broni i zdemontowaniu obu haubic, rozwiązał pododdział.
6 września dowództwo 29 pal, II dywizjon, 29 dywizjon artylerii ciężkiej oraz tabory pułkowe znajdowały się w rejonie wsi Koło. Baterie zajęły stanowiska ogniowe w rejonie szosy, z kierunkiem strzału na Piotrków – Sulejów, skąd oczekiwano pojawienia się niemieckiej broni pancernej. Dowódca 29 DP nie miał łączności z oddziałami w rejonie Sulejowa, tj. z III/76 pp, 41 pp (bez I i II baonu) oraz I/29 pal (bez 1. i 2 baterii). Około południa nadszedł rozkaz przeprawienia oddziałów przez Pilicę. Koncentrację oddziałów planowano w rejonie Smardzewice – Twarda. Część II dyonu skierowano do Tomaszowa, aby przekroczył rzekę po tamtejszym moście. Groźba ataku z powietrza zmusiła dowódcę 6 baterii, kpt. Jana Polaka, do wydania rozkazu marszu w rozproszeniu. Mimo to oddział stracił 4 zabitych i 8 rannych żołnierzy oraz 12 koni i jaszcz z amunicją. 4 bateria, zaatakowana przez kilka samolotów typu Ju-87, straciła kilku rannych kanonierów; zginęło też kilka koni.

#### Przedzieranie się ku Wiśle
Wieczorem nowy rozkaz polecał obronę lasu Inowłódz. I/29 pal (bez 1. i 2 baterii) podporządkowany został Wileńskiej BK i użyty przez nią do dozorowania Pilicy i Czarnej. Kolejny rozkaz nakazywał I/29 pal dołączenie przez Opoczno do swojej dywizji. Tłumy uchodźców blokujące drogi, brak pozostałych baterii, odwrót bez walki, spowodowały spadek odporności psychicznej u wielu żołnierzy. Gdy w pewnej chwili rozległ się okrzyk „czołgi”, wybuchła panika. Z szeregów ubyła część żołnierzy, którzy w powstałym zamieszaniu oderwali się od oddziału. 7	września o świcie resztki 29 pal znalazły się w rejonie przeznaczenia. Jednostki maszerowały dalej do lasów w rejonie Brudzewic. Do wieczora w lesie koło gajówki Giełzów znalazły się między innymi dowództwo 29 pal, I/29 pal (bez 1. i 2 baterii) i II/29 pal. O zmroku, w czasie formowania się kolumny, cały rejon został ostrzelany silnym, chociaż niecelnym, ogniem artylerii dalekonośnej. Wybuchła panika, którą skutecznie opanował będący na miejscu ppłk Tadeusz Graff. Wkrótce okazało się, że ostrzał spowodowali niemieccy dywersanci przebrani za uciekinierów oraz osobnik w mundurze podchorążego. Wskazywali oni przy pomocy rakiet cele. Złapani na gorącym uczynku zostali rozstrzelani na miejscu. Prawdopodobnie wtedy od kolumny marszowej oderwała się część dowództwa I/29 pal z 3. baterią oraz 5 bateria, które maszerowały oddzielnie.
8 września w godzinach porannych część artylerii przeszła przez Odrzywół. Tu zaatakowała niemiecka 13 DPZmot. W odparciu Niemców uczestniczyła 6 bateria. Przy zmianie stanowisk poniesiono straty w ludziach i koniach. Około 13:00 niemiecki oddział pancerno-motorowy uderzył na miejsce postoju dowództwa 29 DP. Doszło wtedy do jej ostatecznego rozproszenia, a oddziały samorzutnie skierowały się ku Wiśle. Ranny dowódca 29 DP został ewakuowany do Dęblina. Wraz z nim odjechał także dowódca AD 29 DP, płk Włodzimierz Arwaniti. Ostatecznie resztki 29 pal dotarły do rejonu Ulowa. Tu 4 bateria zajęła stanowiska ogniowe i wraz z kompanią kolarzy osłaniała odwrót resztek 13 Dywizji Piechoty i 29 DP. Stąd w nocy z 9 na 10 września dowództwo pułku i II dyon (bez 5 baterii) przemaszerowały do lasów pod Stawiszynem, a następnej nocy dotarto do lasów na północ od Cecylówki. W tym rejonie do grupy ppłk. Graffa dołączyły bataliony III/76 pp i III/81 pułku piechoty oraz dywizjon I/3 pułku artylerii ciężkiej. Zgrupowanie to odparło niemieckie natarcie od strony Głowaczowa, po czym prowadzono walkę ogniową do zmroku 11 września. W trakcie walk 4 bateria stoczyła pojedynek z niemiecką baterią artylerii. W efekcie działa nieprzyjaciela zostały zmuszone do milczenia, a pododdział kpt. Ksawerego Smolskiego stracił 4 zabitych i 5 rannych. W nocy z 11 na 12 września oddziały polskie oderwały się od Niemców i odskoczyły ku Wiśle. Resztki 29 pal maszerowały samotnie, bez osłony piechoty, co ułatwiało ataki niemieckim dywersantom. Dowódca 29 pal, ppłk Tadeusz Graff, został ciężko ranny podczas walk ze ścigającymi oddziałami niemieckimi. Po nim dowództwo resztek pułku i całej grupy objął dowódca II dywizjonu – mjr Jan Matuszewski. W nocy z 13 na 14 września do Wisły w rejonie Podole Nowe, na wschód od Mniszewa, dotarła 4 bateria i większość taborów pułku prowadzonych przez por. Mariana Wedera. 4/29 pal była atakowana przez lotnictwo niemieckie. Z powodu braku przeprawy zatopiono zbędny sprzęt, po czym przeprawiono się przez rzekę drobnymi grupami.
9 września 3. i 5 bateria, które podczas drogi odłączyły się, dotarły w rejon Grabowego Lasu na zachód od Głowaczowa. 10 września maszerowały północnym brzegiem Radomki ku Wiśle. Dowództwo objął kpt. Stanisław Potocki z 3 baterii. W czasie marszu nastąpił atak niemieckiego podjazdu pancernego, z którym stoczono zwycięską walkę, zaś 5 bateria strzelała ogniem odbitkowym. 11 września w południe baterie doszły do lasu na północ od Ryczywołu. Tu podjęto próby przebicia się przez ugrupowanie niemieckiej 1 DLek. Ponawiano je do świtu 12 września, lecz wszystkie próby skończyły się niepowodzeniem. Ostatecznie małym grupom artylerzystów 29 pal, już bez sprzętu pozostawionego na pobojowisku lub zdemontowanego w lesie, udało się wydostać z okrążenia. Podczas starcia z niemieckim patrolem zginął dowódca 3 baterii, kpt. Stanisław Potocki. Resztki 3. i 5 baterii przeprawiły się przez Wisłę i po dotarciu do Warszawy weszły w skład 5 dywizjonu artylerii ciężkiej, uczestnicząc w obronie stolicy.

#### Walki o przebicie się do Warszawy
Do świtu 14 września resztkom II/29 pal mjr. Jana Matuszewskiego udało się przeprawić przez Wisłę z 6 armatami. Dzięki znalezionej barce, udało się przeprawić 6 baterię i dwa działony 4 baterii. Wieczorem dywizjon został ostrzelany przez dywersantów niemieckich. Ich ogień skoncentrował się przede wszystkim na 4 baterii. Wtedy dowódca II plutonu 4 baterii, ppor. rez. Stanisław Zieliński wraz z pchor. Meierem odprzodkowali jedną armatę i otworzyli ogień do dywersantów. W pośpiechu pierwsze pociski zostały wystrzelone bez zapalników. Dopiero po użyciu uzbrojonych pocisków i po włączeniu się do walki drugiego działonu, broń maszynowa umilkła.
Na prawym brzegu Wisły mjr Matuszewski nawiązał łączność z resztkami 13 Dywizji Piechoty. W nocy z 16 na 17 września II/29 pal wyruszył z rejonu Mniszewa do lasów na północ od m. Wilga. Stąd, już w ramach zgrupowania oddziałów 19 DP, maszerował w kierunku Natolin – Czarnowiec i 17 września dotarł do rejonu m. Osieck. Tu zarządzono odpoczynek. Około 18:00, podczas formowania kolumny marszowej, 5 samochodów pancernych zaatakowało oddziały polskie. Działony II dywizjonu otworzyły ogień, zmuszając wozy pancerne do wycofania się. Kolumna ruszyła w kierunku na Otwock. Rano 18 września dotarto do Jabłonny koło Otwocka. Tu zatrzymano się na dzienny postój. O zmroku zaś ruszono w kierunku Falenicy, docierając do niej o świcie 19 września. Przystąpiono do organizowania obrony okrężnej. Dowództwo nad całością artylerii zgrupowania powierzono mjr. Matuszewskiemu. Artyleria dysponowała 14 armatami oraz jedną jednostką amunicji na lufę. 19 września rano zorganizowano obronę w rejonie sanatorium żydowskiego. Obsługi w 4 baterii uzupełniono ochotnikami z piechoty. Około południa nastąpił niemiecki atak. Walki trwały cały dzień. Około 22:00 dowódca zgrupowania, płk dypl. Kaliński wydał rozkaz zniszczenia sprawnych jeszcze dział i przebijania się do Warszawy małymi grupami. Większości żołnierzy 29 pal nie powiodło się to i następnego dnia dostali się do niewoli niemieckiej.         

#### Na Lubelszczyźnie
W trakcie przeprawy przez Wisłę łączność z główną grupą 29 pal utraciły zwiady 4 i 6 baterii, część zwiadu dywizjonu II/29 pal i zwiad 29 pal. Po krótkim postoju w rejonie Maciejowic, zbierając po drodze pojedynczych żołnierzy 29 pal, zwiady pomaszerowały na wschód do Zamościa. W Zamościu sformowano z nich baterię artylerzystów. Następnie, walcząc po drodze z niemieckimi podjazdami pancerno-motorowymi, bateria skierowała się w rejon Tomaszowa Lubelskiego, gdzie dotarła 24 września. Z uwagi na okrążenie przez wojska niemieckie i sowieckie, bateria podjęła próbę przedarcia się nocą 24/25 września. Próba nie powiodła się, bateria została rozwiązana, a żołnierze w większości wpadli w ręce sowieckie.       

#### 1 i 2 bateria w obronie Warszawy
1 września dywizjon I/29 pal stacjonował na odcinku Augustów jako osłona mobilizacji. Wieczorem bateria 1/29 pal rozwinęła się do walki. W nocy 1/2 września baterie podjęły marsz do Suwałk celem załadowania się do transportów kolejowych i odjazdu w ślad za macierzystym pułkiem. 2 września odjechały kolejno transporty dowództwa dywizjonu, 3, 2 i 1 baterii. W trakcie załadunku została zbombardowana 2/29 pal ponosząc stratę 7 rannych kanonierów; w trakcie transportu bateria była jeszcze nieskutecznie dwukrotnie bombardowana przez lotnictwo niemieckie. Trasa wiodła przez Augustów, Łosośnę koło Grodna, Białystok, Tłuszcz, Warszawę i dalej do Skierniewic. 3 września znajdujące się w prawobrzeżnej Warszawie na dworcu 2 i 1 baterie zostały na rozkaz dowódcy obrony Warszawy gen. bryg. Waleriana Czumy rozładowane z transportów kolejowych. 4 września bateria 1/29 pal została dyslokowana na Ochotę, a 2/29 pal na Mokotów. Obie baterie ustawiono jako artylerię przeciwpancerną i towarzyszącą do strzelań na wprost na ulicach Woli i Ochoty. Od 5 do 8 września przy pomocy osób cywilnych wybudowano stanowiska armat, schrony dla obsług i na amunicję. Przy pomocy dwóch przydzielonych samochodów ciężarowych zgromadzono 12 jednostek ognia przy bateriach uzyskanych z magazynów w Palmirach koło Warszawy. 8 września bateria 1/29 pal nawiązała kontakt ogniowy z niemieckim oddziałem rozpoznawczym, niszcząc jeden czołg, a oddział zmuszając do odwrotu. 9 września obie baterie prowadziły walki z niemiecką 4 Dywizją Pancerną atakującą Ochotę i Wolę; tego dnia działony 1 i 2 baterii zniszczyły 17 czołgów niemieckich i kilka innych pojazdów. 10 września obie baterie prowadziły dalsze walki, ale o nieco mniejszym natężeniu; pozyskano jedną dodatkową armatę do 1 baterii. Przez następne dni prowadzono ostrzał pozycji niemieckich, niszcząc punkty ogniowe i grupy piechoty niemieckiej. Od 15 września 2/29 pal wspierała walki batalionu IV/21 pułku piechoty. 21 września, w ciężkich walkach, bateria 2/29 pal powstrzymała natarcie niemieckiej piechoty, niszcząc wraz z obsługami 2 niemieckie działa piechoty przy ul. Odyńca. 23 września dołączono do obu baterii 29 pal baterię 3/10 pułku artylerii lekkiej, a dowództwo nad odtworzonym I dywizjonem 29 pal objął mjr Jan Matuszewski, który przedarł się do Warszawy wraz z pozostałościami 13 DP. 25 września szczególnie ciężkie walki prowadziła 2 bateria w okolicach ul. Puławskiej. 27 września prowadzono walki na odcinku obu baterii. 29 września odtworzony I dywizjon odmaszerował do Łazienek, gdzie nastąpiła kapitulacja. Część broni ukryto, część uszkodzono, pozostałą złożono w Łazienkach.

### Oddział zbierania nadwyżek 29 pal
Po zakończeniu mobilizacji został zorganizowany oddział nadwyżek pod dowództwem majora Stefana Świnarskiego. Oddział razem z baterią marszową liczył kilkudziesięciu oficerów i około 1000 szeregowych. Żołnierze, którzy nie zostali wcieleni do baterii marszowej, byli źle umundurowani, bądź w ogóle nie posiadali mundurów. Oddział nie posiadał żadnego sprzętu artyleryjskiego, a żołnierze nie zostali uzbrojeni. 2 września koszary pułku zostały zbombardowane przez Luftwaffe, lecz Oddział nie poniósł strat w ludziach. 9 września Oddział Nadwyżek przewieziono z Grodna do Wilna. Uzupełniono umundurowanie i częściowo uzbrojono go w broń ręczną. Z OZN 29 pal sformowano 4 baterie nadwyżek osobowych. Poza mjr. Stefanem Świnarskim, w Oddziale pełnili służbę między innymi: kpt. Karol Wyrzykowski (oficer mobilizacyjny pułku), ppor. artylerii Marian Jerzy Chudziński, ppor. rez. powołany do służby czynnej Ryszard Piotr Ganasiński (młodszy lekarz weterynarii) oraz kilkudziesięciu oficerów rezerwy, w tym por.: Tadeusz Bornholtz, Stanisław Michał Drewnowski, Stanisław Grochowski, Edward Marcinkiewicz, Ludwik Sroczyński, Józef Solecki, Rymsza, Biernacki, Dzierżyński, Tobiasz, Zecer i Henryk Zelwinder. 18 września trzy baterie Oddziału opuściły Wilno, przez Landwarów przeszły do miejscowości Zawiasy i 19 września zostały internowane na Litwie. 4 bateria nadwyżek osłaniała Wilno od strony Lipówki, skąd wieczorem 18 września dotarła do Landwarowa. 19 września wieczorem osiągnęła miejscowość Zawias. Wycofywała się wzdłuż granicy litewskiej; 23 września w miejscowości Kadesz przekroczyła granicę. Bateria marszowa 29 pal do 15 września stacjonowała w Grodnie, oczekując rozkazu wymarszu na front. 15 września transportem kolejowym dotarła do Wilna i zakwaterowana została w koszarach Truskolańskich. 18 września odmaszerowała wraz z innymi oddziałami w kierunku granicy litewskiej, którą przekroczyła 19 września po południu. W czerwcu 1940 roku, po aneksji Litwy, żołnierze zostali przewiezieni na terytorium ZSRR. Część oficerów trafiła do Obozu NKWD w Griazowcu. W sierpniu 1941 roku zostali zwolnieni z obozu i przyjęci do Polskich Sił Zbrojnych w ZSRR. Major Świnarski został organizatorem i pierwszym dowódcą 6 pal.
| Struktura organizacyjna i obsada personalna we wrześniu 1939 | Struktura organizacyjna i obsada personalna we wrześniu 1939 |
| Dowództwo                                                    | Dowództwo                                                    |
| ------------------------------------------------------------ | ------------------------------------------------------------ |
| dowódca pułku                                                | ppłk art. Tadeusz Graff                                      |
| adiutant                                                     | kpt. art. Józef Ejczun                                       |
| oficer zwiadowczy                                            | por. art. Mieczysław Kurstak                                 |
| oficer obserwacyjny                                          | por. art. Alojzy Finke                                       |
| oficer łączności                                             | por. art. Marian Weder → 13 pac                              |
| I dywizjon                                                   |                                                              |
| dowódca dywizjonu                                            | ppłk art. Paweł Piotr Filipowicz                             |
| adiutant                                                     | ppor. rez. Wacław Pikus                                      |
| oficer zwiadowczy                                            | ppor. Stanisław Mazur                                        |
| oficer łącznikowy                                            | ppor. rez. Mieczysław Jurewicz                               |
| oficer łączności                                             | ppor. rez. Fortuna                                           |
| oficer płatnik                                               | ppor. rez. Hipolit Eychler                                   |
| oficer żywnościowy                                           | ppor. rez. Wiktor Szkiłądź                                   |
| lekarz                                                       | ppor. rez. lek. Ludwik Szerman                               |
| dowódca kolumny amunicyjnej                                  | ppor. rez. Zygmunt Bukowiński                                |
| dowódca 1 baterii                                            | por. art. Kazimierz Pancerz                                  |
| oficer zwiadowczy                                            | ppor. rez. Jan Koreywo                                       |
| oficer ogniowy                                               | ppor. Piotr Jenczewski                                       |
| dowódca I plutonu                                            | ppor. rez. Stefan Norbert                                    |
| dowódca II plutonu                                           | ppor. rez. Józef Suchocki                                    |
| dowódca 2 baterii                                            | por. art. Stanisław Śnigier                                  |
| oficer zwiadowczy                                            | ppor. rez. Zbigniew Matuszewski                              |
| oficer ogniowy                                               | ppor. rez. Zygmunt Podhorodecki                              |
| dowódca I plutonu                                            | ppor. rez. Henryk Jagas                                      |
| dowódca II plutonu                                           | ppor. Zygmunt Momot                                          |
| dowódca 3 baterii                                            | kpt. Stanisław Potocki (+ 12 IX 1939)                        |
| oficer zwiadowczy                                            | ppor. rez. Krzeczkowski lub Karpowicz                        |
| oficer ogniowy                                               | ppor. Jerzy Pałucki                                          |
| dowódca I plutonu                                            | ppor. rez. Stanisław Wejman                                  |
| dowódca II plutonu                                           | ppor. Leon Truszkowski                                       |
| II dywizjon                                                  |                                                              |
| dowódca dywizjonu                                            | mjr art. Jan Matuszewski                                     |
| oficer zwiadowczy                                            | ppor. Ryszard Sendek                                         |
| oficer obserwacyjny                                          | ppor. rez. Stanisław Benda                                   |
| dowódca 4 baterii                                            | kpt. art. Ksawery Smolski                                    |
| oficer ogniowy                                               | ppor. rez. Henryk Durczyk                                    |
| dowódca I plutonu                                            | ppor. Stefan Tłok                                            |
| dowódca II plutonu                                           | ppor. rez. Stanisław Zieliński                               |
| dowódca 5 baterii                                            | por. Kazimierz Paszkowski                                    |
| dowódca 6 baterii                                            | kpt. Jan Polak                                               |
| oficer ogniowy                                               | ppor. Zdzisław Zakrzewski                                    |
| III dywizjon                                                 |                                                              |
| dowódca dywizjonu                                            | kpt. art. Zygmunt Szymyślik ( + 6 IX 1939)                   |
| adiutant                                                     | por. rez. Józef Walewicz                                     |
| oficer zwiadowczy                                            | ppor. Roman Kowalewski                                       |
| oficer żywnościowy                                           | ppor. rez. Witold Sikorski                                   |
| lekarz                                                       | ppor. rez. lek. dr Tytus Zajączkowski                        |
| lekarz weterynarii                                           | ppor. rez. wet. Józef Bickels                                |
| dowódca kolumny amunicyjnej                                  | ppor. rez. Jerzy Ursyn-Niemcewicz                            |
| dowódca 7 baterii                                            | kpt. art. Zygmunt Jerzykiewicz                               |
| oficer ogniowy                                               | ppor. Jerzy Piotrowski                                       |
| dowódca 8 baterii                                            | kpt. art. Władysław Szkuta → Obwód Garwolin AK               |
| oficer zwiadowczy                                            | ppor. rez. Gustaw Żelechowski                                |
| oficer ogniowy                                               | ppor. rez. Roman Żołędziowski                                |
| dowódca I plutonu                                            | ppor. rez. Stachurski                                        |
| dowódca II plutonu                                           | por. Władysław Graszka                                       |
| dowódca 9 baterii                                            | kpt. Jan Kulicki                                             |
| oficer ogniowy                                               | ppor. Bohdan Burbo                                           |

## Symbole pułkowe

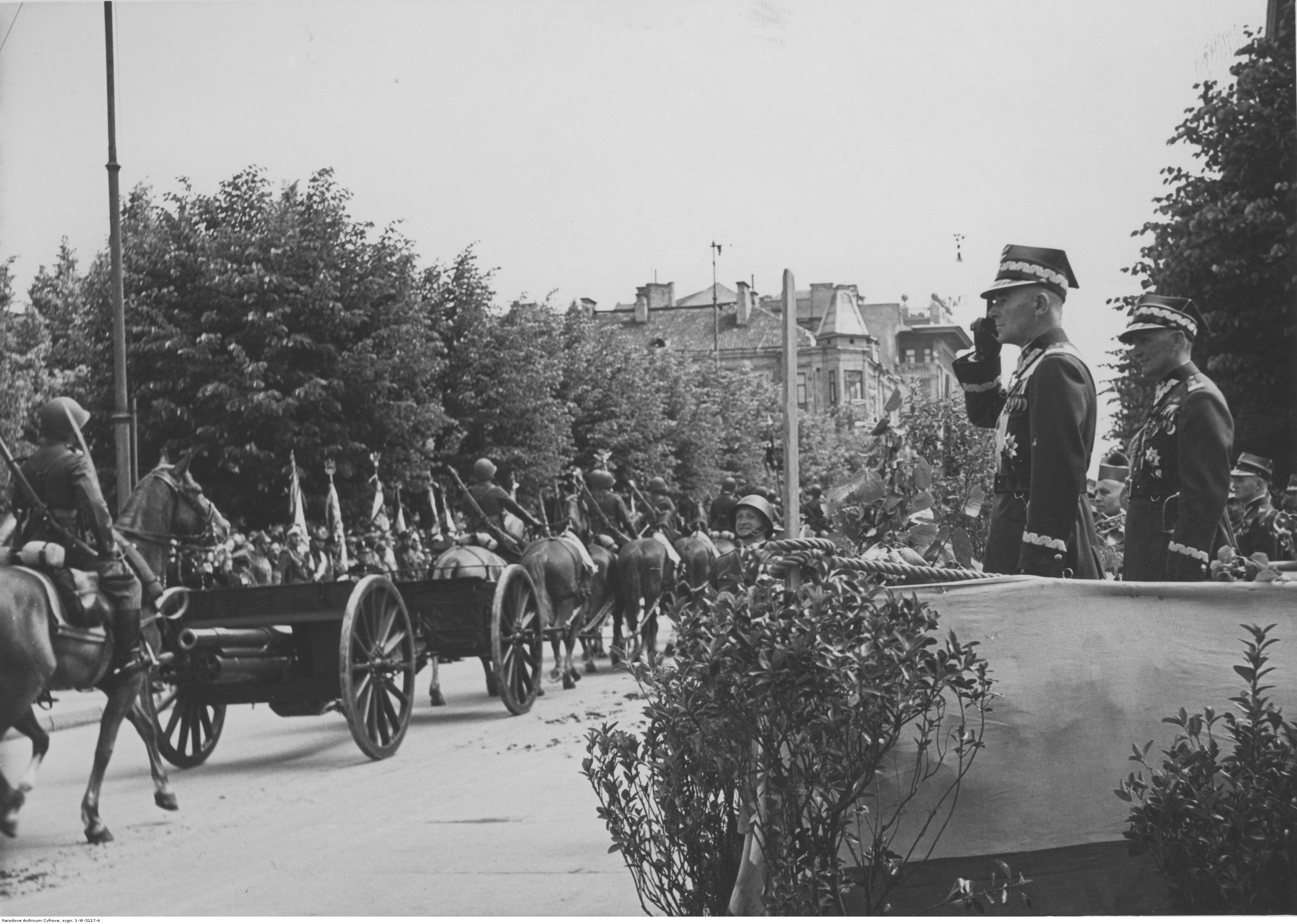
Wręczenie sztandarów pułkom artylerii w Wilnie 3 lipca 1938 – marszałek Edward Śmigły-Rydz w towarzystwie gen. dyw. Stefana Dąb-Biernackiego odbiera defiladę

### Sztandar
2 listopada 1937 roku Prezydent RP Ignacy Mościcki zatwierdził wzór sztandaru dla 29 pal.
3 lipca 1938 roku, w Wilnie, podczas uroczystości wręczenia oddziałom artylerii sztandarów ufundowanych przez społeczeństwo Wilna i północno-wschodnie ziemie Rzeczypospolitej, Marszałek Polski Edward Śmigły-Rydz wręczył dowódcy pułku sztandar.

Sztandar został wykonany zgodnie z wzorem określonym w rozporządzeniu Prezydenta Rzeczypospolitej z dnia 13 grudnia 1927 o godłach i barwach państwowych oraz o oznakach, chorągwiach i pieczęciach.
Na prawej stronie płata znajdował się amarantowy krzyż, w środku którego wyhaftowano orła w wieńcu laurowym. Na białych polach, pomiędzy ramionami krzyża, znajdowały się cyfry 29 w wieńcach laurowych.

Na lewej stronie płata sztandarowego, pośrodku krzyża kawaleryjskiego znajdował się wieniec taki sam jak po stronie prawej, a w wieńcu trzywierszowy napis „HONOR I OJCZYZNA”. W rogach sztandaru, w mniejszych wieńcach umieszczone były na tarczach: wizerunek Matki Boskiej Ostrobramskiej, Świętej Barbary, herb Grodna i odznakę pamiątkową pułku.

Na ramionach krzyża kawaleryjskiego znajdowały się napisy: „Grudziądz 7 VIII 1920” i „Wilno 9 X 1920”.

### Odznaka pamiątkowa
25 lipca 1925 roku generał dywizji Stefan Majewski w zastępstwie Ministra Spraw Wojskowych zatwierdził wzór odznaki pamiątkowej 29 pułku artylerii polowej. Odznaka o wymiarach 40x40 mm ma kształt krzyża maltańskiego o ramionach pokrytych białą emalią ze srebrnymi krawędziami. Na środek krzyża nałożona emaliowana trójpolowa tarcza z herbami Polski, Litwy i Rusi. Na ramionach krzyża wpisano numer i inicjały „29 P.A.P.” oraz datę powstania pułku „7.VIII.1920”. Między ramionami krzyża skrzyżowane złocone lufy armatnie. Pięcioczęściowa – oficerska, wykonana w srebrze, emaliowana. Wykonawcą odznak był Józef Michrowski z Warszawy. Odznaki po raz pierwszy nadane były w przeddzień święta 3 maja w 1930 roku
19 maja 1927 roku minister spraw wojskowych marszałek Polski Józef Piłsudski ustalił i zatwierdził dzień 7 sierpnia jako datę święta pułkowego.

## Żołnierze pułku
Dowódcy pułku:
- kpt. Wacław Szalewicz (od 7 VIII 1920)
- ppłk Gustaw Łodziński (od 14 X 1921)
- kpt. Wacław Szalewicz (od 16 II 1922)
- płk Jan Suzin (15 VII 1922[53] – IX 1925)
- ppłk Fuad Aleksandrowicz (od 1925)
- ppłk art. Jerzy Kosacki (28 XII 1925[54] / 3 II 1926 – 24 VII 1928 → rejonowy inspektor koni we Lwowie)
- ppłk / płk art. Michał Gnoiński (25 VIII 1928 – 20 IX 1930 → komendant SPArt.)
- ppłk / płk art. Jan Drejman (7 X 1930 – XI 1935)
- ppłk / płk Włodzimierz Arwaniti (25 XI 1935 – 24 VIII 1939 → dowódca artylerii 29 DP)
- ppłk art. Tadeusz Graff (25 VIII – † 12 IX 1939)

Zastępcy dowódcy pułku (od 1938 roku – I zastępca dowódcy)
- mjr / ppłk art. Wacław Szalewicz (do 24 VII 1928 → dowódca 9 dak)
- mjr / ppłk art. Tadeusz Bodnar (24 VII 1928 – 21 I 1930 → szef wydziału w Dep. Art. MSWojsk.)
- mjr / ppłk Florian Grabczyński (21 I 1930 – 1936 → dowódca 8 pac)
- ppłk art. Tadeusz Graff (1938 – 25 VIII 1939 → dowódca 29 pal

Oficerowie pułku

### Żołnierze 29 pułku artylerii lekkiej - ofiary zbrodni katyńskiej
Biogramy ofiar zbrodni katyńskiej znajdują się między innymi w bazach udostępnionych przez Ministerstwo Kultury i Dziedzictwa Narodowego oraz Muzeum Katyńskie.
| Nazwisko i imię       | stopień              | zawód              | miejsce pracy przed mobilizacją     | zamordowany |
| --------------------- | -------------------- | ------------------ | ----------------------------------- | ----------- |
| Konarzewski Dariusz   | podporucznik rezerwy | urzędnik           | Ubezpieczalnia Społeczna Warszawa   | Katyń       |
| Łazarewicz Konstanty  | podporucznik rezerwy | inżynier chemik    |                                     | Katyń       |
| Malejka Leon          | porucznik rezerwy    | urzędnik           | firma spedycyjna w Gdyni            | Katyń       |
| Mantel Stanisław      | porucznik rezerwy    | inżynier chemik    | NIK                                 | Katyń       |
| Michalczyk Marian     | podporucznik rezerwy | inżynier chemik    |                                     | Katyń       |
| Pokoniewski Stanisław | podporucznik rezerwy | urzędnik           | Izba Skarbowa w Bielsku Podl.       | Katyń       |
| Połoniewicz Jerzy     | podporucznik rezerwy | technik meliorant  |                                     | Katyń       |
| Czurak Mieczysław     | podchorąży rezerwy   | technik budowlany  |                                     | Charków     |
| Ejczun Józef          | kapitan              | żołnierz zawodowy  | adiutant                            | Charków     |
| Eychler Hipolit       | porucznik rezerwy    | urzędnik           |                                     | Charków     |
| Filipowicz Piotr      | podpułkownik         |                    | dowódca I da                        | Charków     |
| Głowacki Mieczysław   | podporucznik rezerwy | lekarz weterynarii |                                     | Charków     |
| Rymsza Zenon          | podporucznik rezerwy | urzędnik           | Urząd Skarbowy w Grodnie            | Charków     |
| Chaniewicz Bronisław  | kapral rezerwy       | osadnik wojskowy   |                                     | Kalinin     |
| Abrasonis Kazimierz   | sierżant             |                    |                                     | BLK         |
| Smolski Ksawery       | kapitan              | żołnierz zawodowy  | oficer administracyjno- materiałowy | BLK         |

## Tradycje
Tradycje pułku kultywowały pododdziały artylerii 29 Szczecińskiej Brygady Zmechanizowanej im. Króla Stefana Batorego.